# Вейкко Лаві
Тойво Вейкко Лаві (фін. Toivo Veikko Lavi; нар. 23 квітня 1912 Котка, Фінляндія — пом. 22 травня 1996, Гаміна, Фінляндія) — фінський музикант, поет і письменник.

## Біографія
Народився 23 квітня 1912 року у фінському місті Котка. Велика частина його пісень присвячена життю цього портового міста. В юності Вейкко багато займався спортом, особливо штовханням ядра. Також Лаві захоплювався хоровим співом, театром та журналістикою. З 1938 року і до початку Радянсько-фінської (Зимової) війни Вейкко Лаві працював у лісопереробній промисловості, на підприємствах Виборзької губернії.
З 1950-х років Лаві почав писати і виконувати власні пісні. Шлягери «Tavallinen rellu», «Kotkan Kerttu» та «Gabriel» швидко набрали популярність у Фінляндії. У пісні «Mies Mekkonen» є пародія на тодішнього прем'єр-міністра Фінляндії Урго Кекконена. Тоді ж була написана пісня «Laulajan testamentti». У загальній складності за 1951— 56 рр. Вейкко Лаві написав близько п'ятдесяти пісень.
У 1960-ті роки наступила перерва в його творчості, проте у 1968 році співак повернувся на сцену. Тоді ж його сім'я переїхала до Гаміни. Лаві виступав майже до самої смерті; його останні записи відносяться до 1994 року. У тому ж році він зіграв самого себе у фільмі Акі Каурісмякі «Бережи свою хустинку, Тетяна».
Найбільш відомі з пісень Вейкко Лаві — «Väärä vitonen», «Silakka-apajalla», «Tukilisä-jenkka», «Sukuvika — suksi ei luista», «Laulajan testamentti», «Elämäni kronikka» і «Ota löysin rantein». Окрім власних пісень, Лаві виконував також фінські народні пісні і танці. Також він написав пісню «Evakon laulu», яку виконувала співачка Аннелі Саарісто, баладу «Ruusuja lurjukselta», яка стала відомою у виконанні Тапіо Раутаваара. Спільно з Юха Вайніо була написана пісня «Siitä on jo aikaa». У 1980-ті Лаві пише ряд книг, які ілюструють його нелегке дитинство.
Дитинство Вейкко Лаві припадало на період Громадянської війни у Фінляндії, що не могло не відбитися на його творчості. Живучи у важкий час, він завжди залишався оптимістом; у своїх піснях і книгах йому вдалося поєднати глибоку гуманність з позитивним ставленням до життя, або, як він сам говорив, «гумор з почуттям».
У 1980-ті роки фінський артист Юйсе Лескінен представив в міському театрі Коткі п'єсу «Надія Вітчизни», що розповідає про життя Вейкко Лаві. Пізніше Мартті Каденіус склав, використовуючи пісні Лаві, драматичну п'єсу «Хроніка мого життя».
У 2008 році естрадний співак Юкка Пойка записав альбом «Laulajan testamentti», в який увійшли пісні Лаві в його виконанні.

## Дискографія

### Альбоми
- Veikko Lavi 1 (1969)
- Veikko Lavi 2 (1971)
- Uusia lauluja (1974)
- Jokainen ihminen on laulun arvoinen (1976)
- Huumoria tunteella (1978)
- Lauluja elämästä (1979)
- Ruusuja ja risuja (1980)
- Ihminen — homo sapiens (1982)
- Monta ovea olen avannut (1983)
- Elämäni kronikka (1988)
- Tunnen kuuluvani tähän maahan (1992)
- Päivä kerrallaan (1994)

### Збірки
- Veikko Lavi (1970)
- Unohtumattomat (1979)
- Lauluntekijä (1982)
- 28 tunnetuinta (1988)
- Veikko Lavi (1988)
- Laulajan testamentti (1991)
- Unohtumattomat (1993)
- Jokainen ihminen on laulun arvoinen (1996)
- Parhaat (1998)
- Veikko Lavi muistoissamme / Valitut palat (1999)
- 20 suosikkia — Kotkan Kerttu (2002)
- Hitit (2004)
- Nostalgia (2006)
- Veikko Lavi 1950—1952 Vol 1. (2008)
- Varis ja valtion varatyömies (2009)